# Oskar Sander
Oskar Friedrich Wilhelm Sander (* 12. April 1885 in Berlin, gest. 8. April 1944 in Falkensee) war Arbeitersportler und Opfer des Nationalsozialismus.

## Leben
Sander besuchte die Volksschule und erlernte anschließend den Beruf des Elektroninstallateurs. Später qualifizierte er sich zum Meister für Stark- und Schwachstromanlagen und arbeitete in den Berliner Siemens-Werken. 1912 wurde Sander Mitglied der SPD. Zugleich war er nach seiner Lehre Mitglied des freigewerkschaftlichen Deutschen Metallarbeiter-Verbandes (DMV). Während des Ersten Weltkrieges trat Sander in die USPD ein, mit deren linkem Flügel er Ende 1920 zur KPD wechselte. Für diese Partei wurde er 1926 in die Gemeindevertretung seines Wohnorts Falkensee gewählt, wo er sich vor allem für die Jugendarbeit und den Arbeitersport einsetzte. So gelang es ihm etwa, durch Ankauf einer ehemaligen Reichswehrbaracke dem Berliner Arbeitersportverein „Fichte“ ein eigenes Sportlerheim in Falkensee zu verschaffen.
Im Berliner DMV übernahm Sander 1926 die Leitung der Branche der Elektromonteure, in der damals von den 58 000 Berliner DMV-Mitgliedern circa 1100 organisiert waren. Aufgrund seines politischen Engagements wurde Oskar Sander zum Ende der Weimarer Republik bei der Siemens-Schuckert AG entlassen. Danach arbeitete er als selbständiger Elektromonteur in Falkensee. 1929 heiratete Sander Marie Adena. Die beiden blieben kinderlos.
Nach dem Machtantritt der Nationalsozialisten wurde das Falkenseer Sportlerheim, für dessen Aufbau sich Sander engagiert hatte, am 25. Februar 1933 von der SA niedergebrannt, die Arbeitersportbewegung in Falkensee zerschlagen. Sander wurde im März 1933 wegen „kommunistischer Umtriebe“ verhaftet und im Falkenseer Rathauskeller misshandelt. Später hielten ihn die NS-Verfolger in "Schutzhaft" im KZ Börnicke. Im Juli 1933 wurde er in das frühe KZ Oranienburg überführt. Am 9. September 1933 verschleppte ihn die Gestapo ins KZ Sonneburg. Dort wurde er nach Augenzeugenberichten mehrfach misshandelt. Am 6. Februar 1934 wurde Sander jedoch wieder entlassen, nachdem er eine Erklärung unterschrieben hatte, er würde sich nicht "gegen den neuen Staat oder seine Einrichtungen" wenden. In der Zeit nach der Haftentlassung stand Sander unter Polizeiaufsicht. Er musste sich regelmäßig bei den Polizeibehörden melden und mehrere Hausdurchsuchungen erdulden. Mehrmals wurde er erneut festgenommen und verhört. Andere Details zu seinem Lebensweg Ende der 1930er- und Anfang der 1940er-Jahre sind nicht bekannt.
Am 8. April 1944 starb Oskar Sander, Todesursache waren wahrscheinlich Spätfolgen von Misshandlungen im Konzentrationslager.

## Gedenken
Von 1954 bis 1991 war die jetzige Gartenstraße in Falkensee nach Oskar Sander benannt, seit 1982 trug auch die FDJ-Grundorganisation eines anliegenden Volkseigenen Gutes (VEG) seinen Namen. Nachdem das Gut samt FDJ-Gruppe nicht mehr existierte und die Straße umbenannt war, erinnerte mehrere Jahre kein Gedenkzeichen an Sander, bis im Jahr 2008 aufgrund örtlicher Initiativen ein Stolperstein vor seinem ehemaligen Wohnhaus in der Gartenstraße 54 in Falkensee verlegt wurde.